# Gordon MacDonald (géophysicien)
Pour les articles homonymes, voir Gordon Macdonald et Macdonald.
Gordon James Fraser MacDonald, né le 30 juillet 1929 à Mexico (Mexique) et mort le 14 mai 2002 à Cambridge (États-Unis), est un géophysicien et chercheur en science de l'environnement américain.

## Biographie
Gordon MacDonald naît le 30 juillet 1929 à Mexico, au Mexique, d'un père écossais et d'une mère américaine. Il étudie à l'université Harvard, où il obtient un doctorat en sciences en géologie en 1954. Il enseigne alors au département de géologie et de géophysique du Massachusetts Institute of Technology (MIT) puis, en 1958, devient professeur à l'université de Californie à Los Angeles,. Il y demeure jusqu'en 1968, lorsqu'il devient professeur à l'université de Californie à Santa Barbara, deux années durant, et rejoint l'ONG MITRE.
En parallèle, il est membre du President's Science Advisory Committee (en) de 1961 à 1968, et il est élu à l'Académie nationale des sciences en 1962. Intéressé par les sujets relatifs à la défense, il devient membre du comité JASON en 1965 (auquel il participe 37 ans durant), et de l'Institute for Defense Analyses (en) l'année suivante.
Les recherches de Gordon MacDonald portent notamment sur le climat (rôle du dioxyde de carbone, cycles de Milankovitch, rôle des clathrates, rôle des nuages…) et sa modélisation,.
En 1990, il quitte MITRE et reprend une carrière académique à l'université de Californie à San Diego, où il est professeur en relations internationales durant six ans,. De 1996 à 2000, il est directeur de l'International Institute for Applied Systems Analysis, en Autriche.
Marié et père de quatre enfants, il meurt le 14 mai 2002 à Cambridge, où il réside,.